# 臺灣彎錦蛤
臺灣彎錦蛤（学名：Nuculana taiwanica）为彎錦蛤科彎錦蛤屬下的一个种。